# 南奧羅維爾 (加利福尼亞州)
南奧羅維爾（英語：South Oroville）是位於美國加利福尼亞州比尤特縣的一個人口普查指定地區。

## 地理
南奧羅維爾的座標為39°29′19″N 121°37′17″W / 39.48861°N 121.62139°W，而該地最高點為海拔高度57米（即187英尺）。

## 人口
根據2010年美國人口普查的數據，南奧羅維爾的面積為7.678平方千米，當中陸地面積為7.678平方千米，而水域面積為0.000平方千米。當地共有人口5742人，而人口密度為每平方千米747人。